# Sequential Circuits Prophet-5
Prophet-5 – syntezator analogowy produkowany w USA w latach 1978–1984 przez firmę Sequential Circuits. Był pierwszym syntezatorem polifonicznym z mikroczipem oraz możliwością zapamiętywania ustawień (brzmień) dzięki układom pamięci. Posiadał polifonię z maksymalnie pięcioma dźwiękami naraz. Oznacza to, że 5 dźwięków może brzmieć jednocześnie.
Prophet-5 był także znany ze swoich możliwości modulacji. Funkcja „Poly Mod” kierowała wyjście generatora obwiedni i drugiego oscylatora przez dwa pokrętła mikserów, które mogą być podłączane do szerokości impulsu i kontroli skoku pierwszego generatora, do sterowania częstotliwością odcięcia filtru, lub wszystkie trzy jednocześnie. Oznaczało to również, że drugi oscylator nie ograniczał się do bycia sterownikiem LFO, co pozwalało Prophetowi 5 wygenerować dwuoperatorową syntezę FM oraz pierścieniowy modulator efektów stylu, jak i złożone, przepiękne dźwięki.
Syntezator ten produkowano w trzech wersjach: Rev. 1, Rev. 2 i Rev. 3. Łącznie wyprodukowano ponad 6000 sztuk.
Prophet-5 jest ceniony przez amatorów i profesjonalnych muzyków zarówno dzięki bujnej teksturze dźwięków, jak i klasycznej sekcji polifonicznej. Jest również w stanie generować dźwięki, Synth Brass, a także dzwony oraz atonalne efekty dźwiękowe.
Produkowano również podwójną wersję Propheta 5 - Prophet 10, który posiadał dwie klawiatury i zwiększoną polifonię, dzięki zastosowaniu dwóch płytek głosów Propheta 5.

## Muzycy wykorzystujący Prophet 5
|  | - ABBA - Akon (hit „Lonely”) - Alicia Keys - Berlin - The Carpenters (John Carpenter) - Chicago - Depeche Mode - Devo - Dieter Bohlen (Modern Talking) - Dire Straits - Donald Fagen - Dr. Dre - Duran Duran - Eurythmics - Fleet Foxes - Four Tet - Gary Numan - Grandmaster Flash - Ice-T - INXS - Iva Davies (Icehouse) - James Blake - Jean-Michel Jarre - Joe Zawinul - Joy Division | - Julian Casablancas - Kitarō - Kombi - Kraftwerk - Lady Gaga - Level 42 - Mark Ronson - Mike Oldfield - Michael Jackson (w Thrillerze) - Moody Blues - Nena - New Order - Nine Inch Nails - No Doubt - Orchestral Manoeuvres in the Dark - Ozzy Osbourne - Patrick Moraz - Paul Hardcastle - Paul McCartney - Pet Shop Boys - Peter Gabriel - Phil Collins - Pink Floyd - Public Image Ltd - Radiohead - Ralph Towner | - Roxy Music - Ryūichi Sakamoto - Skinny Puppy - Sławomir Łosowski (Kombi) - Snap! - Soft Cell - Spandau Ballet - Steve Winwood - Supergrass - Talking Heads - Tangerine Dream - Tears For Fears - The Cars - The Doobie Brothers - The Prodigy - Thompson Twins - Tom Petty - Tony Banks (Genesis) - Too Short - Vangelis - Vince Clarke - Whodini - XTC - Yellow Magic Orchestra - Yes |